# Europese kampioenschappen judo 1984 (vrouwen)
De Europese kampioenschappen judo 1984 werden op 17 en 18 maart 1984 gehouden in Pirmasens, West-Duitsland.

## Resultaten
| Gewichtsklasse | Goud               | Zilver             | Brons                               |
| -------------- | ------------------ | ------------------ | ----------------------------------- |
| – 48 kg        | Karen Briggs       | Fabienne Boffin    | Birgit Friedrich Dolores Veguillas  |
| – 52 kg        | Edith Hrovat       | Patrizia Montaguti | Inge Heuvelmans Sacramento Moyano   |
| – 56 kg        | Diane Bell         | Gerda Winklbauer   | Regina Philips Béatrice Rodriguez   |
| – 61 kg        | Martine Rottier    | Petra Wahnsiedler  | Laura Di Toma Ann Hughes            |
| – 66 kg        | Brigitte Deydier   | Roswitha Hartl     | Godelieve Lieckens Irene de Kok     |
| – 72 kg        | Barbara Claßen     | Christine Cicot    | Fabienne Antoine Theresa Hayden     |
| + 72 kg        | Marjolein van Unen | Nathalie Lupino    | Marica Arsenović Maria Teresa Motta |
| Open           | Nathalie Lupino    | Maria Teresa Motta | Karin Kutz Sandra Bradshaw          |

## Medailleklassement
| Plaats | Land                     | Goud | Zilver | Brons | Totaal |
| 1      | Frankrijk                | 3    | 3      | 1     | 7      |
| 2      | Verenigd Koninkrijk      | 2    | –      | 3     | 5      |
| 3      | Oostenrijk               | 1    | 2      | –     | 3      |
| 4      | Bondsrepubliek Duitsland | 1    | 1      | 3     | 5      |
| 5      | Nederland                | 1    | –      | 2     | 3      |
| 6      | Italië                   | –    | 2      | 2     | 4      |
| 7      | België                   | –    | –      | 2     | 2      |
| 7      | Spanje                   | –    | –      | 2     | 2      |
| 9      | Joegoslavië              | –    | –      | 1     | 1      |
|        | Totaal                   | 8    | 8      | 16    | 32     |